# 什利赫滕戈瓦
什利赫滕戈瓦是波蘭的城鎮，位於該國西部，由盧布斯卡省負責管轄，面積1.55平方公里，2006年人口1,348。在第二次瓜分波蘭中，該鎮在1793年被納入普魯士王國管治範圍。

## 外部連結
- Official town webpage （页面存档备份，存于）
- Location in Poland via mapa.szukacz.pl （页面存档备份，存于）
- Jewish Community in Szlichtyngowa （页面存档备份，存于） on Virtual Shtetl

51°43′N 16°15′E / 51.717°N 16.250°E